# Alcántara
Alcántara – miasto w Hiszpanii, w prowincji Cáceres, w regionie Estremadura. Położone jest przy ujściu rzeki Alagón do Tagu w pobliżu granicy z Portugalią. Liczba ludności wynosi około 1500. Ośrodek handlowy i turystyczny.

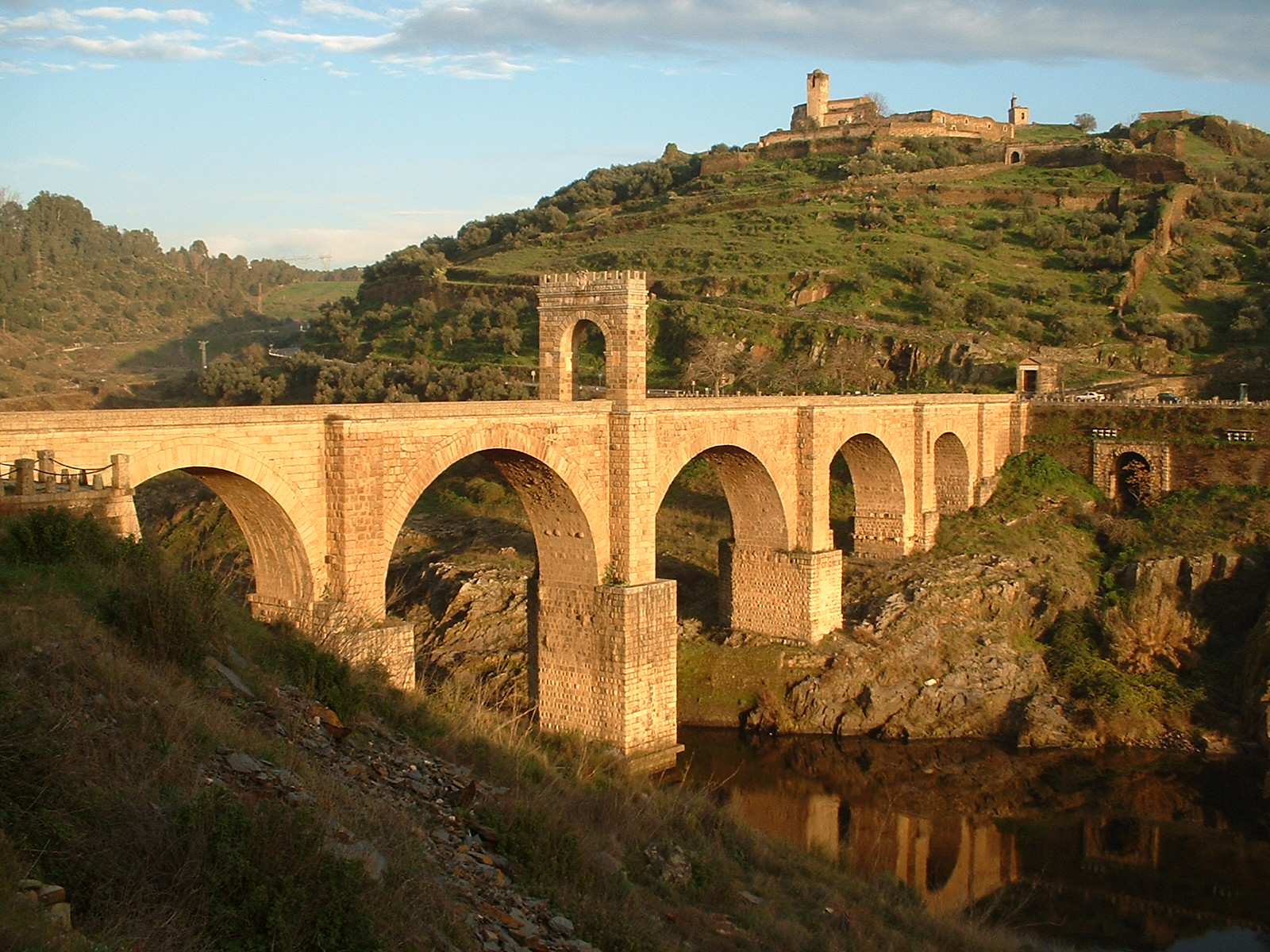
Rzymski most Alcántara

Miasto zostało założone w II wieku n.e. jako osada rzymska, w VIII wieku było twierdzą arabską. Nazwę swoją (arab. القنطرة al-kantara "most") miasto wzięło od mostu rzymskiego zbudowanego na cześć cesarza Trajana w 104 roku. Most Alcántara stoi do dziś, liczy 194 m długości i 71 m wysokości. Według inskrypcji na nim wyrytej, został zaprojektowany przez Kajusza Juliusza Lacera. Stanowił część traktu rzymskiego łączącego miejscowości Norba i Conimbriga.
W Alcántarze urodził się w 1499 hiszpański mistyk św. Piotr z Alcántary. W 1176 roku został tu założony, w celu obrony przed Maurami, religijno-militarny zakon Alcántara.